# Isotonia
Isotonia é um substantivo feminino que provém do grego:¨isos+tonos+ia¨.
Isotonia é um estado de equilíbrio osmótico entre dois meios separados por um tipo qualquer de fronteira, em geral entre uma célula e o meio circundante (onde a separação é feita por uma membrana celular) ou entre um organismo e o seu meio ambiente (onde a separação se faz pela pele). ou seja tem a mesma quantidade de concentração de solutos dentro.
Isotopia
Átomos de um mesmo elemento químico, portanto de mesmo número atômico (mesmo Z), podem ter diferentes números de nêutrons no núcleo. Por essa razão, seus números de massa (A) serão diferentes. É o que acontece, por exemplo, com o elemento químico hidrogênio, que possui três tipos de átomos, cada qual com um número de massa diferente:
1H1 1H2 1H3
O hidrogênio 1H1 é o único átomo cujo número de nêutrons é inferior ao número de prótons.
A reunião de isótopos de um mesmo elemento químico chama-se mistura isotópica e o fenômeno, isotopia.
O termo isótopo (do grego isso, ‘mesmo’, e topos, ‘lugar’) significa mesmo lugar, aludindo ao fato de que os isótopos ocupam lugar idêntico no sistema periódico.